# 柿崎景家
柿崎景家（1513年－1574年12月5日）是日本戰國時代至安土桃山時代武將。越後國戰國大名長尾氏（上杉氏）的家臣。別名彌次郎。柿崎城、猿毛城城主，官位是和泉守，外號「越後第一」。

## 生平
在永正10年（1513年）出生，父親是越後國人柿崎利家（出生年有異説）。
一開始仕於長尾為景，在為景死後仕於長尾晴景。於晴景與長尾景虎（上杉謙信）爭奪家督之位時支持景虎。
在謙信手下成為先手組300騎的大將，在永祿元年（1558年）負責留守春日山城。永祿4年（1561年），參與攻擊小田原城的北條氏，之後在謙信與甲斐武田氏進行第四次川中島合戰時擔任先鋒，進攻八幡原的武田信玄本陣，在武田軍本隊崩壞時繼續追擊。
與齋藤朝信一起被任命為奉行，在上杉領内實施諸役免除等重要政策。元龜元年（1570年），盡力為上杉家與北條氏康結締越相同盟，把兒子晴家作為人質送往小田原城，在内政和外交面上活躍。
於天正2年11月22日（1574年12月5日）病死。嫡男柿崎祐家在前年進攻越中受了重傷（生死不明），後繼者為次男柿崎晴家。在楞巖寺墓所中收藏著景家夫妻的畫像。

## 死因
關於景家的死因，直至今日有很多說法，以下有數種說法。
在『景勝公一代略記』中，景家在天正3年（1575年）12月跟隨謙信進攻越中國水島時作為先手300騎的大將出陣，但是有傳聞說景家與織田信長内通，於是謙信相信流言就處死了景家。「謙信記」裡則是柿崎景家賣馬，被織田信長的家臣買去，織田信長寫信向柿崎景家致意，因此傳出柿崎景家跟織田信長內通一說，而被謙信殺死。「武士道叢話」也有類似紀錄，並強調是織田信長的離間計。「東水橋町郷土小史」」則又紀錄上杉謙信中了織田信長的反間苦肉計而包圍魚津城的柿崎景家，知道辯解無益後，柿崎景家退往水橋城，戰敗後父子一同切腹。
但是，景家的兒子晴家沒有受到謀反罪所牽連，在「上杉家軍役帳」中，由天正3年2月至天正5年（1577年）的家臣名簿中柿崎家的當主是晴家，而且天正3年時上杉家和織田家還未處於交戰狀態，所以根據謙信對景家的信任程度，謙信沒理由對景家處刑，處死的說法疑點非常多所以真實性受到質疑。
還有一種說法指晴家在天正5年與織田家内通而遭到處刑，有人認為這是和景家混淆了。順帶一提，柿崎家在晴家的兒子憲家成為當主，直到御館之亂後仍然存續。
近年來的考證研究未能找到景家被處死的任何證據，學者認為謙信能屢次原諒叛服多次的本庄繁長與北條高廣，不可能只因為一個流言就殺了景家；而且諸多事證的矛頭都指向謀反者應屬景家的長子晴家，因此紛紛支持景家是病死的說法。另外近年出土的史料中曾出現1578年景家參加的出席紀錄，所以有學者認為1575年極有可能是謀反的兒子晴家的死亡日期，而景家真正的死亡日期應為1578年。

## 人物
- 謙信對景家的評價「要評價和泉（景家）的話，越後七郡中沒有他的對手」（和泉にして分別あらば、七郡中手に合う者有るまじ），在『上杉将士書上』中則是「越後七郡中沒有能追上和泉守的人」（この越後七郡において和泉守ほど分別のある者があろうか）。

- 在很多勇將的上杉軍中為首屈一指的擅戰者，經常擔任上杉軍的先鋒，只是聽到他名字的敵人都會聞風而逃。但是，關於景家武勳的資料都沒有被發現。

- 當謙信年輕時，曾經與敵將的女兒伊勢姬有一段戀情，聽到這件事的景家向謙信抗議，於是謙信與伊勢姬斷絕關係，之後伊勢姬出家後自殺。有說法指因為這件事，謙信一生中都沒有娶妻。

- 在通俗説法中，謙信懷疑與信長内通的始末是景家在馬市場中賣馬，因為「越後馬品質非常好」的理由，信長用高價買了這匹馬，並相送贈品和禮狀。因為景家沒有將這件事情報告給謙信，得知此事的謙信就懷疑景家與信長内通而處死景家。

- 柿崎氏世世代代信仰著越後的名山米山藥師。景家自身在世時亦非常誠心。

- 在謙信時代初期已經是家中筆頭。而且家族是當地望族，了解古儀式，機智和教養出眾，經常擔當重任（外交使節的接待之類）。

## 登場作品
電視劇
- 『天與地 (大河劇)』（NHK大河劇　演員：藤木悠　1969年）
- 『風林火山 (大河劇)』（NHK大河劇　演員：金田賢一　2007年）

漫畫
- 『軒猿 (漫畫)』（作者：藪口黑子　集英社　）